# Uras (Szardínia)
Uras település Olaszországban, Szardínia régióban, Oristano megyében. Lakosainak száma 2672 fő (2023. január 1.). Uras Marrubiu, Masullas, Mogoro, San Nicolò d'Arcidano, Terralba és Morgongiori községekkel határos.

## Népesség
A település lakossága az elmúlt években az alábbi módon változott:
| Lakosok száma | 2853 | 2825 | 2672 |
|               | 2017 | 2018 | 2023 |